# The Right Stuff
The Right Stuff — дебютный студийный альбом американской певицы Ванессы Уильямс, вышедший в 1988 году. Альбом сразу занял лидирующие строчки в чартах, синглы «The Right Stuff», «He’s Got The Look», «Dreamin'» и «Darlin' I.» имели большую популярность, и Ванесса получила первую номинацию на премию «Грэмми».

## Об альбоме
Диск занял 38-е место в американском чарте Billboard 200.
Альбом достиг максимального уровня продаж в США и ему был присвоен золотой статус от RIAA за тираж более 500 000 экземпляров в марте 1989 года.

## Список композиций
- «The Right Stuff» (Kipper Jones, Rex Salas) 4:18
- «Be a Man» (Jones, Larry Robinson, Patrice Rushen) 4:57
- «Dreamin'» (Lisa Montegomery, Geneva Paschal) 5:25
- «If You Really Love Him» (Chuckii Booker, Salas) 5:24
- «(He’s Got) The Look» (Wesley Thomas Jr., Adil Bayyan, Amir-Salaam Bayyan) 4:11
- «I’ll Be the One» (Johnny Elkins, Mike Greene) 4:05
- «Security» (Jones, Salas) 4:38
- «Darlin' I» (Kenny Harris, Salas) 4:07
- «Am I Too Much?» (David Paul Bryant, Darryl Ross) 4:08
- «Can This Be Real?» (Dan Serafini) 5:15
- «Whatever Happens» (Larry Carlton, Bill Withers) 3:26